# قطعنامه ۱۸۲۶ شورای امنیت
قطعنامه  ۱۸۲۶ شورای امنیت سازمان ملل متحد که در تاریخ ۲۹ جولای ۲۰۰۸ تصویب شد، سندی بین‌المللی دربارهٔ بررسی وضعیت در ساحل عاج است. این قطعنامه طی نشست ۵۹۴۵ام با ۱۵ رای موافق، ۰ مخالف و ۰ ممتنع تصویب شد.